# Le Serment des cinq Lords
Le Serment des cinq Lords est la quinzième aventure et le vingt et unième album de la série de bande dessinée Blake et Mortimer, scénarisé par Yves Sente et dessiné par André Juillard, d'après les personnages créés par Edgar P. Jacobs.
L'aventure fait l'objet d'une prépublication en feuilleton dans le quotidien belge Le Soir à partir du 10 avril 2012, puis est publiée en album le 16 novembre 2012 aux Éditions Blake et Mortimer. L'histoire a été traduite dans une demi-douzaine de langues.
Le professeur Philip Mortimer se rend à un séminaire à l'université d'Oxford sur invitation du conservateur de l'Ashmolean Museum. À la suite d'une série de vols mystérieux dans le musée, il fait appel à son ami le capitaine Francis Blake du MI5. Ce dernier fait alors le lien avec une série de meurtres d'anciens camarades d'Oxford. L'enquête des deux amis les amène sur les traces de Lawrence d'Arabie.

## Résumé
En 1919, le colonel Thomas Edward Lawrence, dit Lawrence d'Arabie, s'apprête à publier ses mémoires dans lesquelles il raconte comment le Royaume-Uni n'honore pas ses promesses faites à la nation arabe. L'interpellant à la gare de Reading, le lieutenant Alister Lawless du MI5 le menace alors de représailles s'il ne supprime pas les passages antipatriotiques de son livre. 35 ans plus tard, un mystérieux individu déguisé en fantôme vole un violon sans grande valeur à l'Ashmolean Museum de l'université d'Oxford.
À Londres, le capitaine Francis Blake apprend dans le journal la mort de Lord Pitchwick, un bon ami et ancien camarade d'Oxford, et décide de se rendre à son enterrement l'après-midi même dans le sud de l'Angleterre. De son côté, le professeur Philip Mortimer se rend à un séminaire à l'université d'Oxford sur invitation du professeur Diging, conservateur de l'Ashmolean Museum. Il est accueilli à la gare par Lisa Pantry, une étudiante assistant le Pr Diging, qui l'emmène directement au musée avec la voiture du professeur, une Bentley 4½ Litre. Mortimer ne peut s'empêcher de partager ses réflexions sur le vol qui a eu lieu avec le conservateur, le gardien-chef Mac Tearaway et l'homme à tout faire simple d'esprit Alfred Clayton.
À l'enterrement de son ami, Blake retrouve ses anciens camarades d'Oxford, Lords Davlon et Bowmore. Il y apprend que le défunt est décédé d'une mort violente et non d'un accident, et est surpris de ne pas voir Lord Toddle. Ce dernier est en fait retenu prisonnier dans sa demeure et torturé par deux individus cagoulés cherchant un objet qu'il a caché. Le soir même, le mystérieux fantôme revient voler un vase sans grande valeur à l'Ashmolean Museum sans que le gardien-chef puisse l'arrêter, assommé par un complice. Mortimer décide de faire appel à son ami le capitaine Blake, qui s'avère très intéressé par l'affaire. Le chef du MI5 est alors appelé en urgence au chevet de Lord Toddle qui finit par mourir de ses blessures. Son adjoint David Honeychurch le conduit à toute vitesse au château de Lord Bowmore, où il retrouve les Lords Davlon et Bowmore en pleine partie de chasse pour fêter leurs retrouvailles. Les trois amis comprennent que quelqu'un connait l'existence de leur société secrète et essaie de retrouver ce qu'ils ont juré de protéger. Blake place les deux lords sous la protection du MI5. Lord Bowmore lui révèle l'objet du musée qui lui sert de cachette tandis que Lord Davlon refuse. Prévenu, Mortimer subtilise un candélabre turc dans une vitrine du musée et le cache dans sa chambre.
Blake suit une piste concernant Alister Lawless qui s'est pourtant suicidé il y a des années. Il rencontre son ancien avocat qui lui apprend que Lawless avait écrit une lettre à remettre à son fils le jour de ses 20 ans. Il découvre également que sa femme était internée dans l'hôpital psychiatrique de Weston-super-Mare et qu'elle était enceinte d'une fille. Il se met alors à la recherche des deux enfants et retrouve John Hastings, le petit-ami de Lisa. Pendant ce temps, Lord Bowmore est assassiné dans sa demeure par le fantôme avant l'arrivée des agents du MI5 et Mortimer découvre les feuillets d'un manuscrit cachés dans le candélabre. Lord Davlon arrive à Oxford pour vérifier que sa part est bien cachée au musée. Il révèle à Mortimer l'existence de la « T.E. Spirit Society » dont les cinq membres partagent un lourd secret et lui avoue soupçonner le cinquième Lord de tous ces crimes. Mortimer découvre que les feuillets ont été volés dans sa chambre et qu'un nouvel objet a été volé au musée. De retour à son hôtel, Lord Davlon reçoit un message anonyme qui le met hors de lui : il sort en trombe avec sa voiture et est victime d'un accident de la route provoqué par le fantôme. Blake et Mortimer arrivent sur les lieux du drame avec la jeep du sergent Mac mais il est trop tard : Lord Davlon est mort.
Blake révèle enfin toute l'histoire à Mortimer : alors étudiant à l'université d'Oxford, il avait créé avec ses quatre amis titrés la « T.E. Spirit Society » dans le but de défendre l'œuvre de leur héros, Lawrence d'Arabie. Il en fut le cinquième Lord, symboliquement anobli par ses amis. Mais las des mondanités, il intégra la Royal Air Force puis le MI5 où il travailla sous les ordres du lieutenant Alister Lawless. Le 13 mai 1935, il participa, sans le vouloir, à l'assassinat de Lawrence d'Arabie. Apprenant que Lawless haïssait Lawrence personnellement et qu'il avait agi sur son propre chef, il récupéra le manuscrit de Lawrence dans son coffre et convoqua ses amis de la « T.E. Spirit Society ». Ils se partagèrent le manuscrit entre eux cinq et cachèrent chaque partie dans un objet de leur choix qu'ils donnèrent à l'Ashmolean Museum. Ils firent ensuite le serment de ne jamais révéler leur secret, mais Lawless fut mis au courant par un informateur, juste avant d'être arrêté par le MI6 que Blake avait prévenu.
Peu après cette explication, Mortimer est enlevé par le fantôme pour servir de monnaie d'échange contre la partie du manuscrit détenu par Blake. Ce dernier s'exécute et, tandis qu'il libère son ami, le fantôme s'enfuit avec son complice. Mais ils sont abattus par le sergent Mac. Blake et Mortimer découvrent alors que les deux criminels sont Lisa Pantry et Alfred Clayton, les enfants de Lawless qui voulaient venger leur père après avoir lu la lettre qu'il leur avait laissée. Toute l'affaire est classée secret défense et Blake cache le manuscrit de Lawrence d'Arabie dans l'Ashmolean Museum et indique que l'emplacement ne sera révélé que par son testament. Il remet à Mortimer une lettre lui annonçant que Sir Hugh Calvin, professeur Raymond Vernay et Leslie Macomber le cooptent pour faire partie du Centaur Club en échange d'un service rendu.

## Lieux et personnages

### Personnages
Le Serment des cinq Lords ne met en scène que deux personnages principaux de la série : les deux héros, le capitaine Francis Blake et le professeur Philip Mortimer. Le colonel Olrik, principal antagoniste de la série, est pour la seconde fois totalement absent d'un album. L'aventure fait intervenir plusieurs personnages récurrents de la série : David Honeychurch, l'adjoint de Blake au MI5, Mrs Benson, la logeuse de Blake et Mortimer, et William Steele, agent du MI6 et ami de Blake. Elle fait également revenir le personnage du sergent Mac Tearaway vu dans Le Secret de l'Espadon.
Les protagonistes de l'album sont les suivants :
- Barman de la gare de Reading
- Colonel Thomas Edward Lawrence, dit Lawrence d'Arabie
- Lieutenant Alister Lawless : chef d'équipe du MI5
- Peter et Carter, agents de Lawless
- Capitaine Francis Blake : directeur du MI5
- Professeur Philip Mortimer : physicien
- Mrs Benson : logeuse de Blake et Mortimer
- Professeur Diging : conservateur de l'Ashmolean Museum
- Lisa Pantry : étudiante et assistante du Pr Diging
- Inspecteur principal Herbert Lush de la police d'Oxford
- Sergent Malcolm « Mac » Tearaway : gardien-chef de l'Ashmolean Museum
- Alfred Clayton : homme à tout faire simple d'esprit
- Lord Harry Pitchwick : ancien camarade d'Oxford de Blake
- Lady Margaret Pitchwick : veuve de Lord Pitchwick
- Lord Brett Davlon : ancien camarade d'Oxford de Blake
- Lord Patrick Bowmore : ancien camarade d'Oxford de Blake
- Lord Brian Toddle : ancien camarade d'Oxford de Blake
- Majordome de Lord Pitchwick
- John Hastings : petit-ami de Lisa
- David Honeychurch : adjoint de Blake au MI5
- James : majordome de Lord Bowmore
- Edward : garde-chasse de Lord Bowmore
- Maître Nigall : avocat
- Chef d'une équipe d'agents du MI5
- Docteur Silly : directeur de l'All Souls Psychiatric Hospital
- Corporal Arnold Catchpole du Royal Army Ordnance Corps (en) de Bovington (en)
- William Steele : agent du MI6

### Lieux

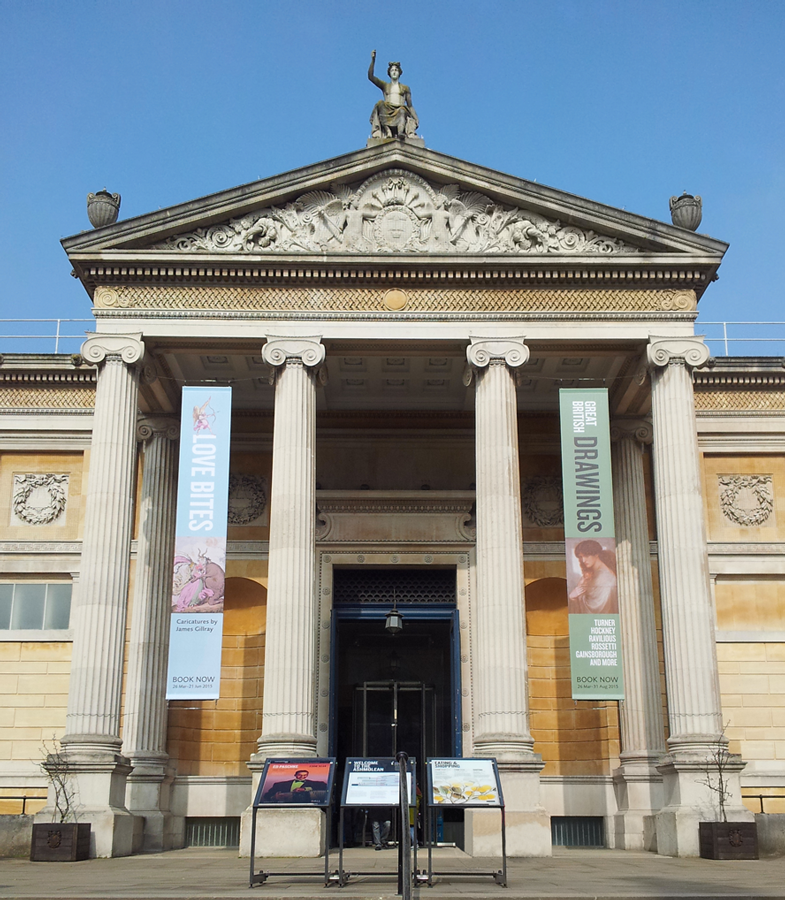
L'entrée de l'Ashmolean Museum de l'université d'Oxford.

L'aventure se déroule entièrement au Royaume-Uni, plus particulièrement dans l'Angleterre du Sud-Est et du Sud-Ouest mais aussi à Londres.
- Gare de Reading (Berkshire)
- Oxford (Oxfordshire)
  - Université d'Oxford
  - Ashmolean Museum
  - Hôtel MacDonald Randolph
  - Ferronnerie désaffectée de Jericho (en)
- Londres (Grand Londres)
  - Domicile de Blake et Mortimer au 99 bis Park Lane
  - The Strand
- Cimetière de Keyhaven (Hampshire)
- Aylesbury (Buckinghamshire)
  - Château de Lord Toddle
  - Hôpital
- High Wycombe (Buckinghamshire)
  - Château de Lord Bowmore
  - Château de Lord Davlon
- All Souls Psychiatric Hospital de Weston-super-Mare (Somerset)
- Route entre Bovington (en) et Clouds Hill (en) (Dorset)

## Historique
Après avoir situé ses précédentes aventures aux quatre coins du monde, Yves Sente décide de faire revenir Blake et Mortimer en Angleterre et de s'appuyer sur une figure historique des années 1950. Il choisit l'officier et écrivain britannique Thomas Edward Lawrence, dit Lawrence d'Arabie, après avoir lu des articles de presse sur des faits troublants de sa vie (décès accidentel, disparition de ses mémoires...).

## Analyse

### Lawrence d'Arabie

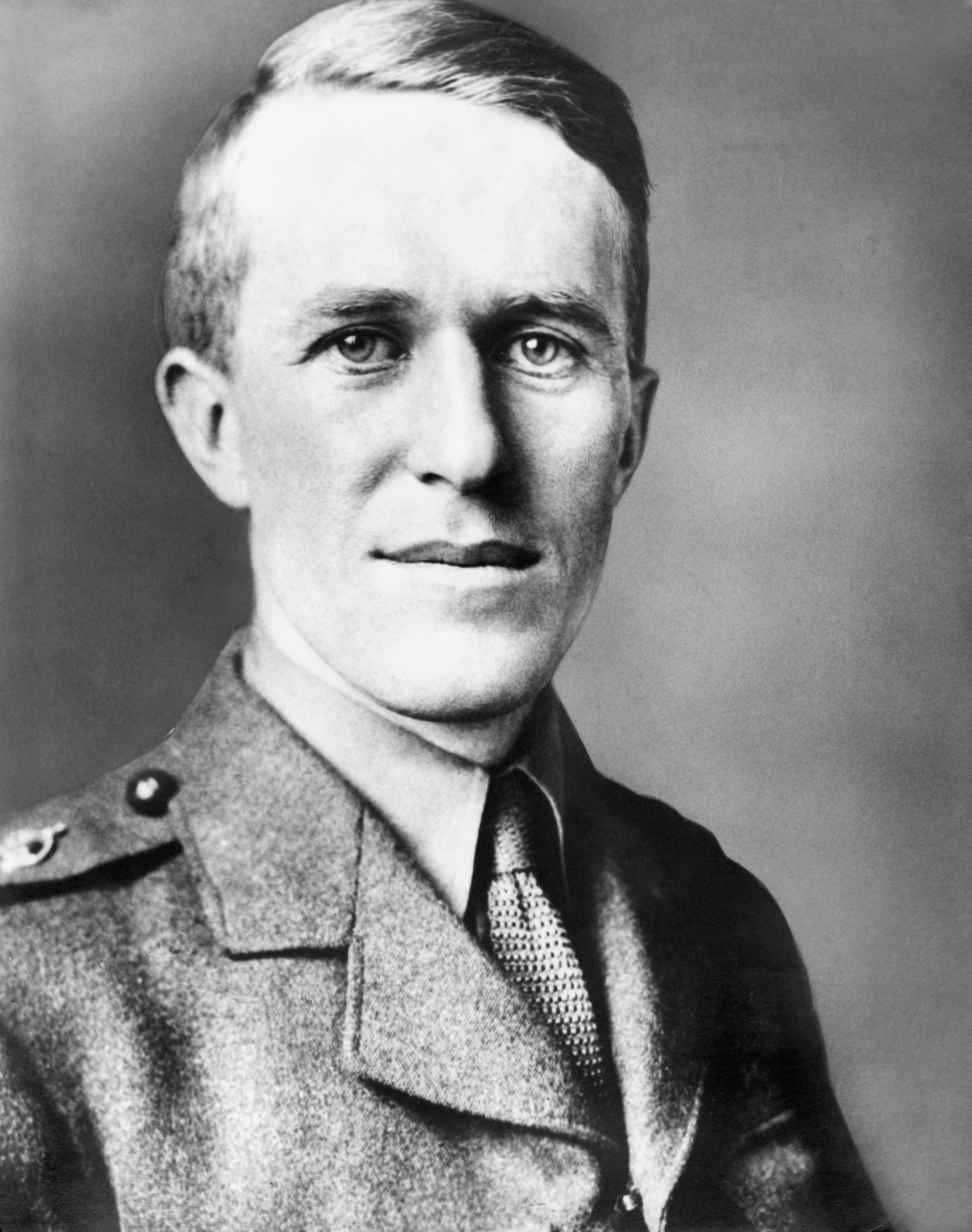
Thomas Edward Lawrence, dit Lawrence d'Arabie.

Yves Sente et André Juillard comblent les coins d'ombre de la vie de l'officier et écrivain britannique Thomas Edward Lawrence, dit Lawrence d'Arabie. Ils mettent en scène la mort de Lawrence le 19 mai 1935 dans un accident de moto comme un assassinat perpétré par le MI5, les services de contre-espionnage du Royaume-Uni. Cette thèse, toujours défendue, s'appuie sur le témoignage du caporal Catchpole qui rapporta avoir vu une voiture noire, sans que personne le crut, et qui mourut en Égypte dans de mystérieuses circonstances d'une balle dans la tête. De plus, les auteurs expliquent pourquoi le manuscrit des mémoires de Lawrence, Les Sept Piliers de la sagesse, a mystérieusement disparu après plusieurs années de rédaction, l'obligeant à recommencer toute son écriture,.